# Spaniopus dissimilis
Spaniopus dissimilis är en stekelart som beskrevs av Walker 1833. Spaniopus dissimilis ingår i släktet Spaniopus och familjen puppglanssteklar. Arten är reproducerande i Sverige. Inga underarter finns listade i Catalogue of Life.